# João Perry
João Perry, nome artístico de João Rui Morais Sarmento Paquete (Lisboa, 21 de julho de 1940), é um ator e encenador português. O seu pai era ator e usava o mesmo nome artístico.

## Carreira
Filho do actor João Perry, era neto paterno do industrial gráfico José Fernandes Pinto Paquete e da atriz Josefina Augusta Amélia Saraiva (com nome artístico de Amélia Perry). Ficou órfão de pai aos 9 anos. Oriundo de uma família ligada ao teatro, Perry iniciou a sua atividade teatral apenas com 12 anos de idade, a convite de Amélia Rey Colaço, no Teatro Nacional D. Maria II na Companhia Rey Colaço-Robles Monteiro. 
Estreou-se em Rapaziadas, no Teatro Nacional, em 1953. Vai trabalhar para a Companhia de Vasco Santana onde participou na peça Três Rapazes e Uma Rapariga (1957). Aos 18 anos mudou-se para Paris mas regressou pouco tempo depois.
Em 1960 participou no filme Raça. Participou em peças como Romeu e Julieta (1961-1962), Joana de Lorena (1964-1965) e O Homem Que Fazia Chover (1966).
Em 1971 foi estudar para Nova Iorque após receber uma bolsa de estudo. Frequentou um curso de formação de actores nos Estados Unidos, no La Mamma Experimental Theater Company em Nova Iorque. e, E em Portugal frequentou os cursos de Eva Winkler e Geoffrey Reeves, na Fundação Calouste Gulbenkian.
Participa depois no filme Fragmentos de um Filme Esmola, a Sagrada Família (1972). Na RTP participou em É O Fim da Macacada (1973), Os Imigrantes (1978) e Ninguém (1979). 
Entrou na primeira telenovela portuguesa, Vila Faia de 1982. Participou nos filmes Crónica dos Bons Malandros (1981-1982), Sem Sombra de Pecado (1982) e Um Adeus Português (1985). Em 1988 encenou a peça "Zerlina" de Hermann Broch.
Em 1990 participa na peça Na Solidão dos Campos de Algodão do Novo Grupo. Por esse papel recebe o prémio Garrett e o Sete de Ouro para melhor actor de 1990. Em 1991 entra na peça  Passa Por Mim no Rossio, de Filipe La Féria, onde fez uma assinalável recriação de Almada Negreiros. Volta a encenar, desta vez as peças A Disputa, de Marivaux (1995) e Sonho de Uma Noite de Verão, de Shakespeare (1996). Após abandonar o Teatro Nacional D.Maria II, em 1997, foi exercer as funções de ator/encenador no Teatro Aberto.
Em televisão, integrou o elenco de A Banqueira do Povo (1993), Na Paz dos Anjos (1994), Ballet Rose (1997) e Riscos (1998). Participou nos filmes Vale Abraão (1993) e Tráfico (1998).
Participa  em Ajuste de Contas (2000), onde assinou um poderoso registo dramático como José Eduardo, médico ex-combatente do ultramar com traumas de guerra, Fúria de Viver (2002), Olhar da Serpente (2002/2003) e O Jogo (2002/2003).
Na TVI participa em Fascínios (2007/2008). Em 2008, assinou contrato de exclusividade com a TVI. Nesse mesmo ano participou na novela A Outra. Em 2009, participou nas novelas Sentimentos e Deixa Que Te Leve também da TVI. 
Em 2009 foi o narrador de um documentário açoriano «As Ilhas Desconhecidas», realizado para televisão pelo jornalista, argumentista e cineasta Vicente Jorge Silva. 
Em 2010, gravou a telenovela Sedução. Em 2013 participou no filme A Vida Invisível. Em 2013/2014 atuou no papel de Adelino Ferreira na telenovela Sol de Inverno da SIC  e na peça O Preço de Arthur Miller levada a cena no Teatro Aberto.  Participa no filme Os Maias - Cenas da vida romântica de João Botelho.
Em 2015 atuou no papel de Padre Agostinho na telenovela Mar Salgado. Em 2015 fez uma participação especial no papel de António na telenovela Coração D'Ouro. Em 2016, integra o elenco fixo da novela A Impostora.

## Prémios
Os prémios Garrett e Sete de Ouro para melhor ator de 1990 foram-lhe atribuídos pela sua prestação em Na Solidão dos Campos de Algodão, realizado pelo Novo Grupo. Em 2002 recebeu o Globo de Ouro na categoria de Teatro, como melhor ator e intérprete na peça A Visita (Teatro Aberto, 2001). Na XIX Gala dos Globos de Ouro, 2014, recebeu o "Globo de Ouro de Melhor Ator de Teatro" pela atuação na peça "O Preço" encenada por João Lourenço (Teatro Aberto, 2013).
Em 2015, graças à sua participação no filme Os Maias - Cenas da vida romântica de João Botelho, foi-lhe atribuído o Prémio Sophia para melhor ator secundário.

## Carreira

### Televisão
- A Impostora (2016)
- Coração d'Ouro (2015)
- Os Maias (2015)
- Mar Salgado (2015)
- Sol de Inverno (2013-2014)
- Os Filhos do Rock (2013)
- Portal do Tempo (2012)
- Amor SOS (2012) (telefilme)
- Sedução (2010-2011)
- Sentimentos (2009-2010)
- Deixa Que Te Leve (2009)
- A Outra (2008)
- Fascínios (2007-2008)
- Doce Fugitiva (2007)
- O Jogo (2004/2006)
- O Olhar da Serpente (2002/2003)
- Fúria de Viver (2001/2002)
- Ajuste de Contas (2000)
- Macau, as Duas Faces de Cláudia (1999)
- Ballet Rose - Vidas Proibidas (1997)
- Riscos (1997)
- La règle du silence (1995) (telefilme francês)
- Cluedo (1995)
- Na Paz dos Anjos (1993/1994)
- A Banqueira do Povo (1993)
- A Visita de Natal (1993) (filme)
- Conto de Natal (1993)
- Procura-se (1992)
- Le mystérieux docteur Cornélius (1984)
- Palavras Ditas (1984)
- Casino Oceano (1983)
- Vila Faia (1982)
- Passos em Volta de Camões (1980) (filme)
- Histórias de Casais (1979)
- Ninguém (1979) (filme)
- Os Imigrantes (1978) (filme)
- É o Fim da Macacada (1973) (filme)
- Ajax (1970) (filme)
- A Coelhinha Confeiteira (1965) (filme)
- O Homem Multiplicado (1964) (filme)
- Um Mês no Campo (1964) (filme)
- Um Raio de Luz (1964) (filme)
- A Dama Tonta (1960) (filme)
- Auto da Alma (1958) (filme)

### Filmografia
- Os Maias (2014)
- A Vida Invisível (2013)
- À Espera (2013) (Curta)
- Dingo (2012)
- E Amanhã... (2011)
- Prescrição (2011) (curta)
- O Tenente (2010) (Curta)
- Cachecol Vermelho (2010)
- Duas Mulheres (2009)
- Miosotis (2001), (curta)
- Camarate (2001)
- ...Quando Troveja (1999)
- Tráfico (1998)
- Do Outro Lado do Tejo (1996)
- Os Olhos da Ásia (1996)
- O Recreio dos Grandes (1995)
- Fugueuses (1994)
- Vale Abraão (1993)
- Encontros Imperfeitos (1993)
- Shuttlecock (1993)
- A Reconstrução (1992) (curta)
- O Resgate (1990) (curta)
- Torquemada (1989)
- Confidências (1987) (curta)
- Uma Rapariga no Verão (1986)
- Um Adeus Português (1986)
- Atlântida: Do Outro Lado do Espelho (1985)
- Crónica dos Bons Malandros  (1984)
- Junqueira (1984) (curta)
- Le cercle des passions (1983)
- Sem Sombra de Pecado (1983)
- Conversa Acabada (1981)
- Dina e Django (1981)
- Silvestre (1981) (voz)
- O Último Soldado  (1979)
- Alexandre e Rosa (1978) (curta)
- Fragmentos de um Filme-Esmola: A Sagrada Família (1972)
- A Metafísica dos Chocolates (1967) (curta)
- Gil Vicente e o Seu Teatro (1966) (curta)
- Raça (1961)
- Vendaval Maravilhoso (1949)
- Um Grito na Noite (1948)
- Três Dias Sem Deus (1945)